# Câmara de Comércio Internacional
A Câmara Internacional do Comércio — CCI (ICC, International Chamber of Commerce) é uma organização internacional não governamental que trabalha para promover e assessorar o comércio internacional e a globalização.
A CCI é a voz do comércio internacional que defende a economia global como uma força para o crescimento econômico, a criação de trabalhos e a prosperidade no ramo comercial.
Como as economias nacionais estão agora bem mais entrelaçadas, as decisões governamentais têm mais repercussão internacional do que no passado.
As atividades da CCI abrangem desde arbitragem até resoluções concernentes ao livre mercado, ao sistema financeiro, à regulação de negócios, à luta contra corrupção e ao combate ao crime comercial.
A CCI tem acesso aos governos de países através de seus comitês nacionais. A organização tem sede em Paris e oferece uma visão internacional do panorama de negócios mundiais, afetando diretamente as operações comerciais em nível global.